# 부란기

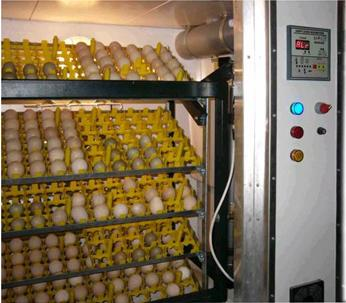

부란기(孵卵器)는 조류, 파충류, 어류의 알을 인공 부화시키기 위한 장치이다.